# Зина (Њујорк)
Зина (енгл. Zena) насељено је место без административног статуса у америчкој савезној држави Њујорк.

## Демографија
По попису из 2010. године број становника је 1.031, што је 88 (-7,9%) становника мање него 2000. године.
| Група             | 2000.         | 2010.       |
| Белци             | 1.046 (93,5%) | 958 (92,9%) |
| Афроамериканци    | 20 (1,8%)     | 12 (1,2%)   |
| Азијати           | 22 (2,0%)     | 24 (2,3%)   |
| Хиспаноамериканци | 17 (1,5%)     | 26 (2,5%)   |
| Укупно            | 1.119         | 1.031       |